# Podjazownia
Podjazownia (ukr. Під'язівні) – wieś na Ukrainie w rejonie kowelskim, w obwodzie wołyńskim. W II Rzeczypospolitej miejscowość wchodziła w skład gminy wiejskiej Lelików w powiecie kobryńskim województwa poleskiego. W pobliżu wsi znajduje się jezioro Łuka.
Do 2020 w rejonie ratnieńskim.